# Zenão de Cítio
Zenão de Cítio (em grego clássico: Ζήνων ὁ Κιτιεύς; romaniz.: Zēnōn ho Kitieŭs; Cítio, 333 a.C. – Atenas, 263 a.C.) foi um filósofo helenístico da Grécia Antiga, fundador do estoicismo. Nasceu em Cítio (atual Lárnaca), na ilha de Chipre. Lecionou em Atenas, onde fundou a escola filosófica estoica por volta de 300 a.C. Com base nas ideias dos cínicos, o estoicismo enfatizava a paz de espírito, conquistada através de uma vida plena de virtude, de acordo com as leis da natureza. O estoicismo floresceu como a filosofia predominante no mundo greco-romano até o advento do cristianismo.

## Vida
Zenão era de origem fenícia. A maioria dos detalhes que se sabem acerca da sua vida foram preservados por Diógenes Laércio na sua obra Vidas e Doutrinas dos Filósofos Ilustres. Diógenes relata a lenda segundo a qual Zenão seria um comerciante e que, após sobreviver a um naufrágio na costa da Ática, teria sido atraído por alguns escritos sobre Sócrates a um local de compra de livros em Atenas, para onde se teria transferido por volta de 312 ou 311 a.C. Teria perguntado como poderia encontrar tal homem. Em resposta, o livreiro teria indicado Crates de Tebas, o mais famoso cínico vivo naquele tempo na Grécia.
Zenão é descrito como tendo uma aparência desgastada e bronzeada, levando uma vida simples e ascética. Isto coincide com os ensinamentos do cinismo, que foram, pelo menos em parte, continuados na sua filosofia estoica.
Em Atenas, Zenão foi discípulo de Crates de Tebas e estudou os antigos filósofos (dentre estes, Heráclito de Éfeso, que muito o influenciou). Teve também influência da escola megárica, incluindo Estilpo, e dos dialéticos Diodoro Cronos, e Fílon. Também é referido ter estudado filosofia platónica sob direcção de Xenócrates, e Polemão.
Zenão começou os seus ensinamentos nos pórticos cobertos da ágora de Atenas conhecidos como Pórtico Pintado, em 301 a.C. Os seus discípulos foram conhecidos inicialmente como zenonianos, mas, eventualmente, começaram a ser denominados estoicos, um nome previamente aplicado a poetas que se congregavam no Pórtico Pintado.
Entre os admiradores de Zenão, encontrava-se Antígono II Gónatas da Macedónia, que, sempre que vinha a Atenas, visitava Zenão. É referido que Zenão terá recusado um convite para visitar Antígono na Macedónia, apesar de a sua correspondência preservada por Laércio ser uma invenção de um retórico posterior. Zenão teria enviado o seu amigo e discípulo Perseu de Cítio, que viveu na casa de Zenão. Entre outros discípulos de Zenão, encontravam-se Aristo de Cítio, Esfero e Cleantes de Assos, que sucedeu Zenão como escolarca (líder da academia) da escola estoica de Atenas.

## Filosofia
Seguindo as ideias da Academia platónica, Zenão propôs uma tripartição na filosofia: lógica (incluindo retórica, gramática e as teorias da percepção e pensamento), física (não apenas do ponto de vista de ciência, mas também a natureza divina do universo) e ética. A lógica fornece um critério de verdade. A física constitui um materialismo monista e panteísta. A ética regula as ações humanas, cujo objetivo é a conquista da felicidade. Esta deve ser perseguida "segundo a natureza".
A doutrina filosófica de Zenão de Cítio afirma que o ser humano atinge a plenitude e a felicidade quando abandona todas as paixões terrenas, contrariedades, aborrecimentos e desassossegos. Para Zenão, a única forma de viver sem essas contrariedades é viver em ataraxia ou apatheia, ou seja, abandonado ao destino, impassivamente, nada receando e nada esperando.
Apesar de compartilhar diversos conceitos básicos da filosofia de Epicuro de Samos, Zenão e o estoicismo em geral divergem do epicurismo por entender que a virtude, e não o prazer, constitui o bem supremo. Além disso, consideram que o princípio-chave do universo é a lei racional da natureza, e não e o movimento aleatório dos átomos.
Porque as ideias de Zenão foram trabalhadas posteriormente por Crísipo de Solis e outros estoicos, pode ser difícil determinar, em algumas temáticas, precisamente o que pensava, mas a sua visão geral pode ser resumida abaixo.

### Física
O universo, na visão de Zenão, é Deus: uma entidade divina racional, onde todas as partes pertencem ao todo. Neste sistema panteísta, ele incorpora a física de Heráclito; o universo contém fogo-artesão divino, que controla todas as coisas e que, estando imerso em todo o universo, deve produzir todas as coisas
Este fogo divino ou éter, é a base de toda a actividade no Universo, operando em matéria anteriormente passiva, ela própria nem aumentando nem diminuindo. A substância primária no universo vem do fogo, passa pelo estado de ar, e depois torna-se água: a parte mais concentrada torna-se terra e a menos concentrada torna-se ar novamente, rarefazendo-se de novo em fogo. As almas individuais fazem parte do mesmo fogo, como a alma-mundo do universo. Seguindo Heráclito, Zenão adoptou a visão de que o universo passou por ciclos regulares de formação e destruição.
A natureza do universo é tal que realiza o que é certo e previne o que é oposto, e é identificado como destino incondicional, ao mesmo tempo permitindo o livre-arbítrio que lhe é atribuído.

### Ética

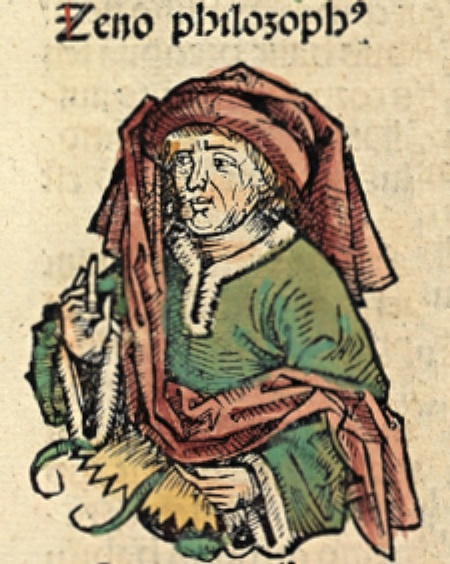
Zenão, retratado por um académico medieval na Crónica de Nuremberga

Como os cínicos, Zenão reconhecia um bem único e simples que seria o único motivo a ser atingido. "A felicidade é um fluxo de vida bom," disse Zenão, e isto apenas pode ser atingido através do uso da razão correta coincidente com a razão universal (logos), que tudo governa. Um mau sentimento (pathos) "é um distúrbio da mente repugnante à razão e contra a natureza." Esta essência a partir da qual as acções moralmente boas emergem é a virtude. O verdadeiro bem pode apenas consistir em virtude.

## Obras
Nenhum dos escritos de Zenão sobreviveu, excepto citações fragmentárias preservadas por escritores posteriores. Os títulos de muitos delas são, no entanto, conhecidos:
- Escritos sobre ética:
  - Πολιτεία - República;
  - ἠθικά - Ética
  - περὶ τοῦ κατὰ φύσιν βίου - Sobre o de acordo com a natureza;
  - περὶ ὁρμῆς ἧ περὶ ἁνθρώρου φύσεως - Sobre o impulso, ou sobre a natureza dos humanos;
  - περὶ παθῶν - Sobre as paixões;
  - περὶ τοῦ καθήκοντος - Sobre o dever;
  - περὶ νόμου - Sobre a lei;
  - περὶ Έλληνικῆς παιδείας - Sobre a educação grega;
  - ἐρωτικὴ τέχνη - A arte do amor.
- Escritos sobre física:
  - περὶ τοῦ ὅλου - Sobre o universo;
  - περὶ οὐσίας - Sobre o ser;
  - περὶ σημείων - Sobre os símbolos;
  - περὶ ὄψεως - Sobre a visão;
  - περὶ τοῦ λόγου - Sobre o logos.
- Escritos sobre lógica:
  - διατριϐαί - Discursos;
  - περὶ λεξεως - Sobre o estilo verbal;
  - λύσεις, ἔλεγχοι - Soluções e refutações.
- Outras obras:
  - περὶ ποιητικῆς ἀκροάσεως - Sobre leituras poéticas;
  - προϐλημάτων Όμηρικῶη πέντε - Problemas homéricos;
  - καθολικά - Assuntos gerais;
  - Άπομνημονεύματα Κράτητος - Reminiscências de Crates;
  - Πυθαγορικά - Doutrinas pitagóricas.

A mais famosa destas obras foi A República, escrita em imitação ou oposição a Platão. Apesar de não ter sobrevivido, mais é conhecido acerca desta sua obra do que sobre qualquer outra obra sua. Apresenta a visão de Zenão sobre a sociedade estoica ideal, construída sob princípios de igualdade.